# Église Saint-Michel de Vaucelles
Pour les articles homonymes, voir église Saint-Michel.
L'église Saint-Michel est l'église paroissiale de Vaucelles à Caen.

## Situation
L'église est située dans le centre ancien du quartier de Vaucelles à Caen. Elle est située entre la rue de l'Église de Vaucelles, la rue Branville et la venelle Sainte-Anne. Comme de nombreux édifices religieux dédiés à l'archange, Saint-Michel de Vaucelles fut bâti sur un point haut et rocheux, dominant la vallée de l'Orne.

## Histoire
La date de la fondation de l'église est incertaine. La dédicace semble toutefois orienter les recherches vers l'époque carolingienne, le culte de saint Michel s'étant développé en Normandie à partir du VIIIe – IXe siècle. La fondation de Saint-Michel de Vaucelles ferait donc partie du mouvement d'essor des paroisses urbaines de Caen caractéristique de la deuxième partie du Xe siècle et de la première partie du XIe siècle. Quoi qu'il en soit, l'église existait avant l'arrivée de Guillaume le Conquérant à Caen puisque ce dernier offre en 1082 le patronage et les revenus de la dîme de la paroisse à l'abbaye aux Hommes.
De l'éventuelle église pré-romane, il ne reste aucune trace. La partie la plus ancienne de l'édifice actuel est le clocher roman qui date probablement du règne de Henri Ier Beauclerc (premiers tiers du XIIe siècle), époque où sont reconstruits la plupart des édifices religieux de Caen. L'église a ensuite été reconstruite plusieurs fois. Au XIVe siècle, le clocher a été coiffé d'une flèche pyramidale. Un siècle plus tard, le chœur est reconstruit et terminé par un chevet plat. La nef est profondément remaniée au XVIe siècle. À cette époque, des collatéraux sont ajoutés au nord et au sud, ainsi que les peintures de voûte et les clés de voûte.
En 1446, la Confrérie Saint-Michel, qui existait depuis le Moyen Âge, fusionne avec les autres confréries de la paroisse.
En 1780, l'accès à l'église est modifié : l'ancien portail sur le collatéral ouest est transformé en chapelle et une nouvelle entrée est percée dans l'axe de l'église. La façade est alors refaite dans le style néo-classique et un nouveau clocher-porche est construit, le tout aux frais du curé de l'époque, Robert Fauvel.
Saint-Michel de Vaucelles est aujourd'hui l'une des églises de la paroisse de la Sainte-Trinité de Caen.
Depuis 2001, l'église est le point de départ symbolique d'un des Chemins du Mont-Saint-Michel, celui au départ de Caen.

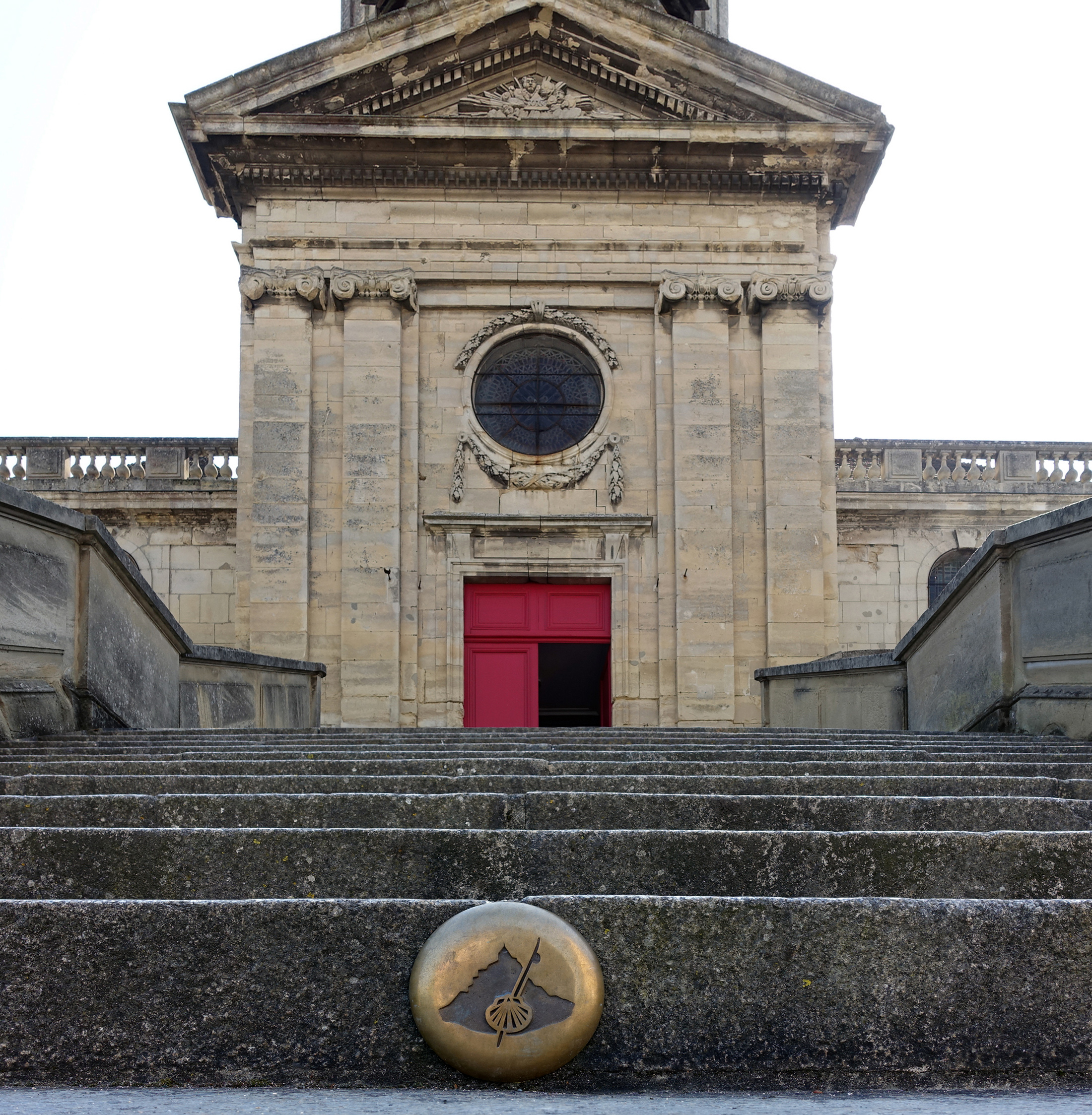
Le clou en bronze balisant le pèlerinage de Saint-Michel sur l'escalier extérieur.

## Architecture
- XIIe siècle : tour romane avec un étagement des arcatures dont la décoration est de plus en plus riche suivant l'élévation à trois niveaux.
- XIVe siècle : flèche pyramidale coiffant la tour romane.
- XVe siècle : chœur et chapelles.
- XVIe siècle : nef et collatéraux. Clés de voûte représentant Saint-Michel et la Sainte-Trinité. Peintures des voûtes représentant les patrons de la confrérie de Saint-Michel.
- XVIIIe siècle (1780) : façade classique avec une fronton triangulaire à colonnes ioniques surmonté d'une tour octogonale.
- XIXe siècle : orgue Cavaillé-Coll (1877).
- XXe siècle : vitraux.
- Dimension : 53 mètres de long pour 26 mètres au maximum (22 mètres dans la nef).

L'église a été protégée au titre des monuments historiques en deux temps : le clocher fait l’objet d’un classement au titre des monuments historiques depuis le 12 juillet 1886, le reste de l'édifice d’une inscription depuis le 28 septembre 1970.

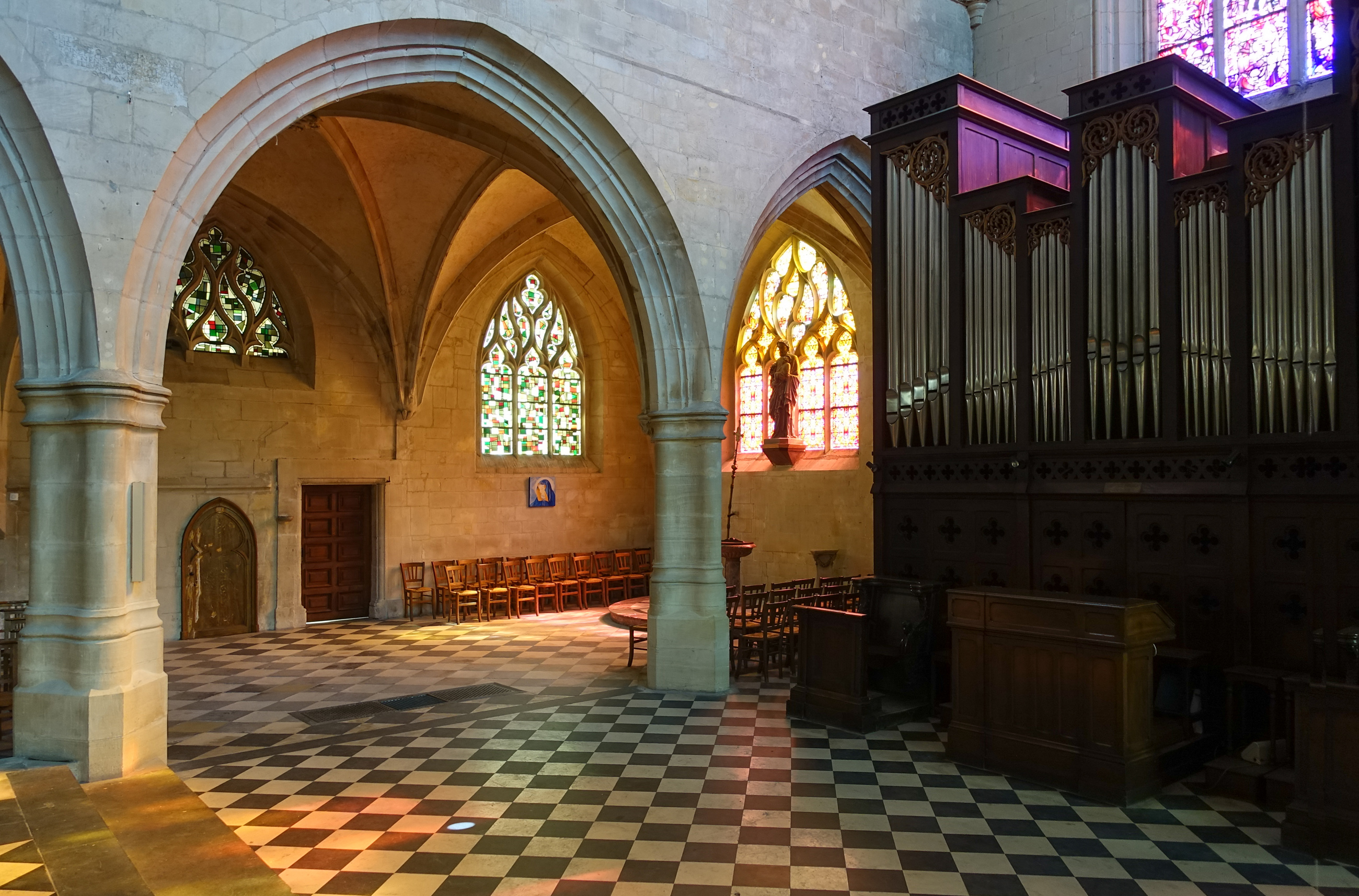
Orgue dans la nef centrale et chapelle latérale nord.
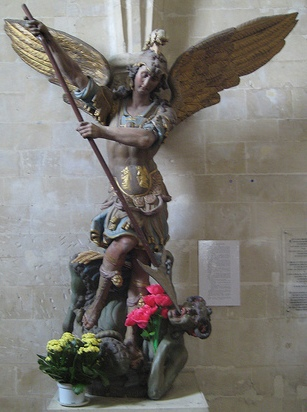
Statue en bois polychrome de saint Michel.
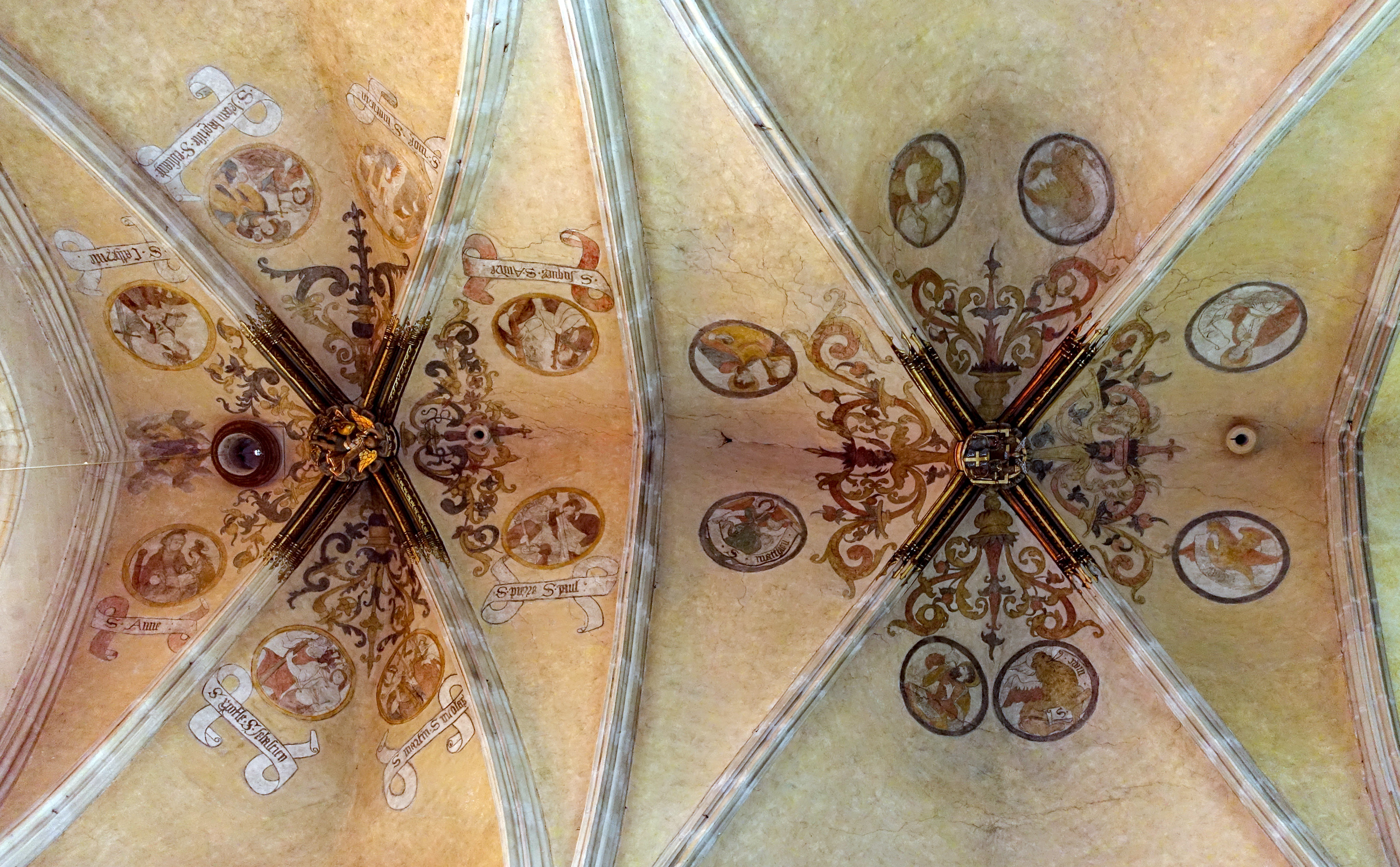
La voûte peinte et les clés de voûte Renaissance.
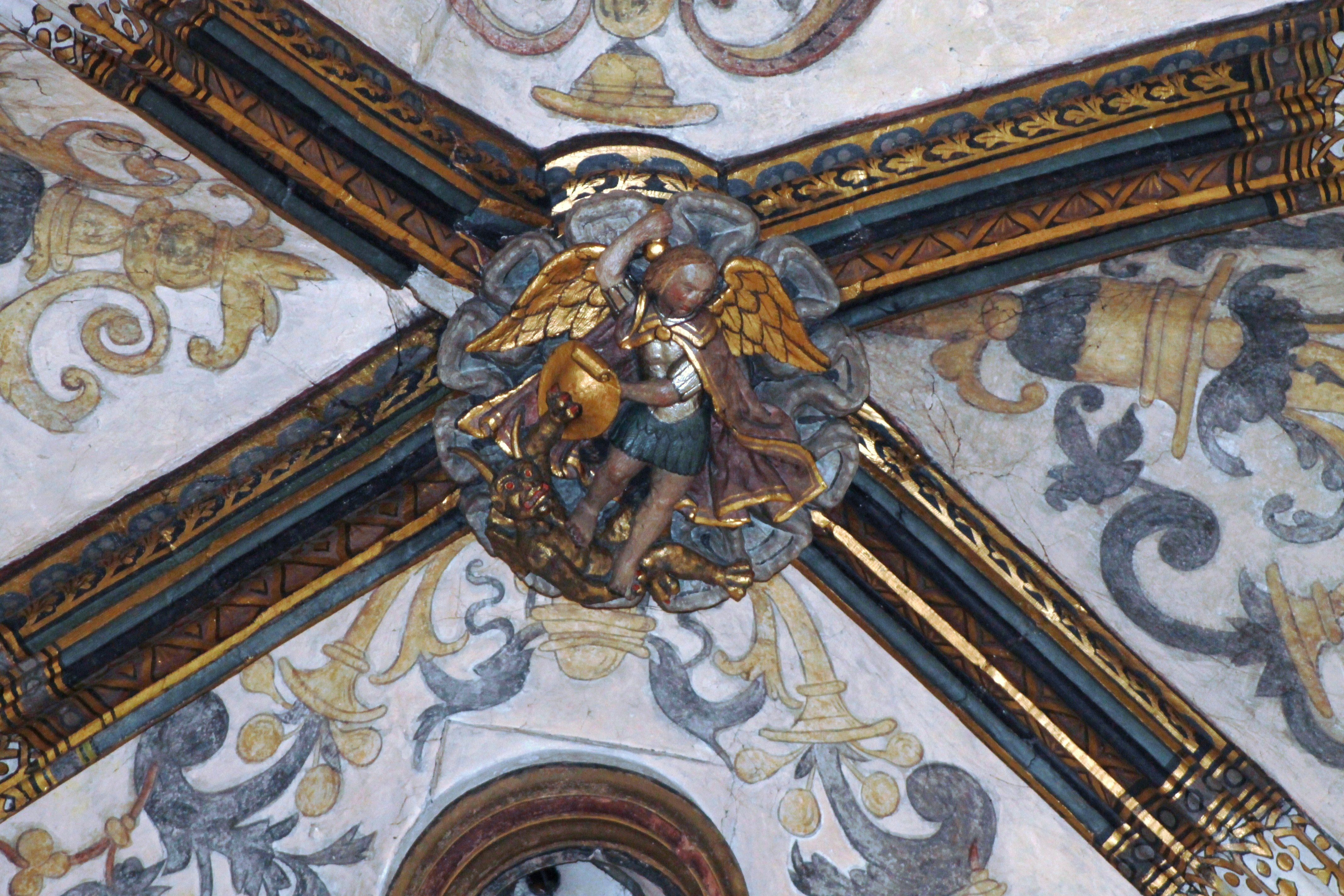
Clé de voûte représentant saint Michel.
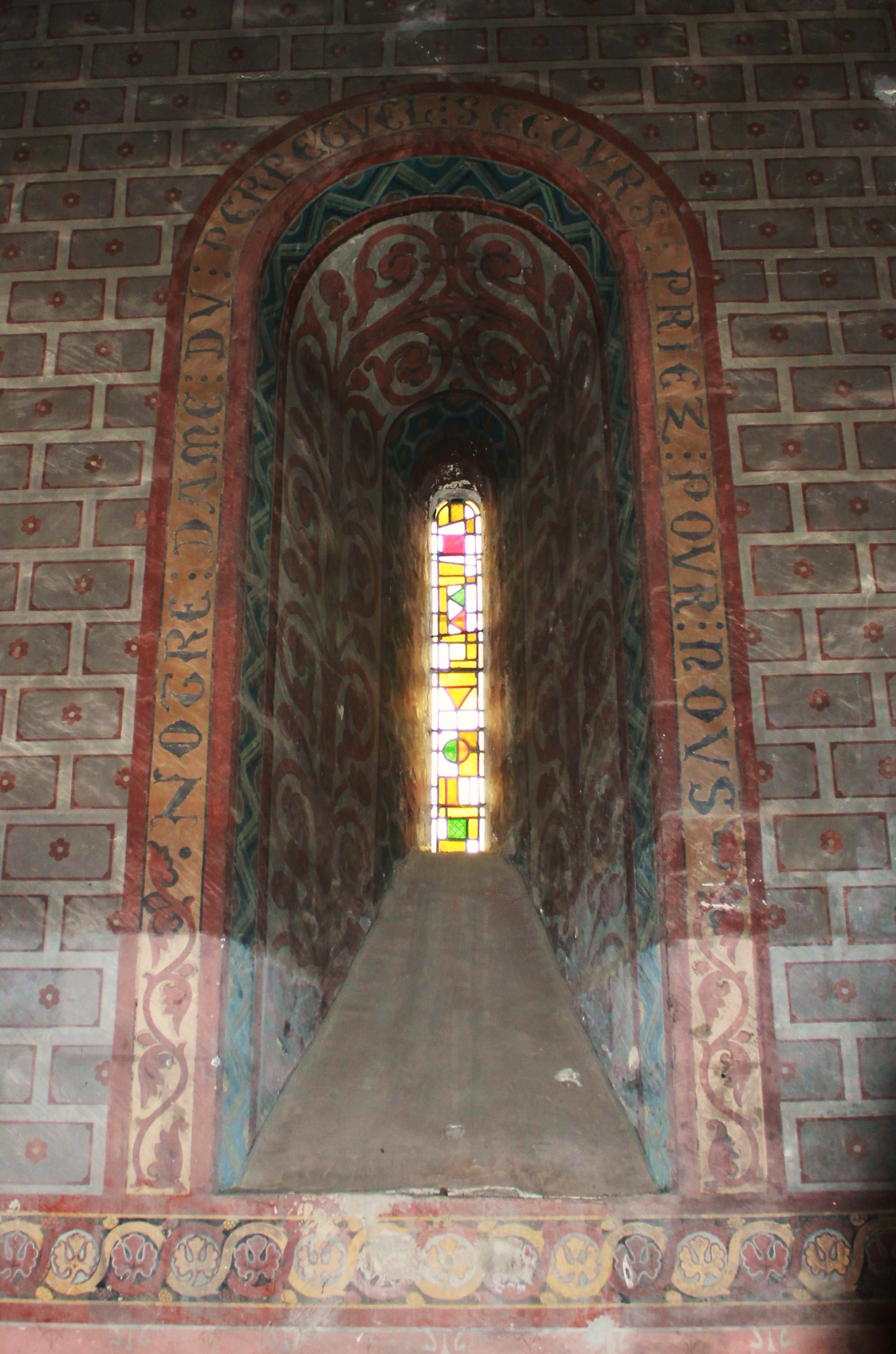
Décor mural sous l'ancien clocher.
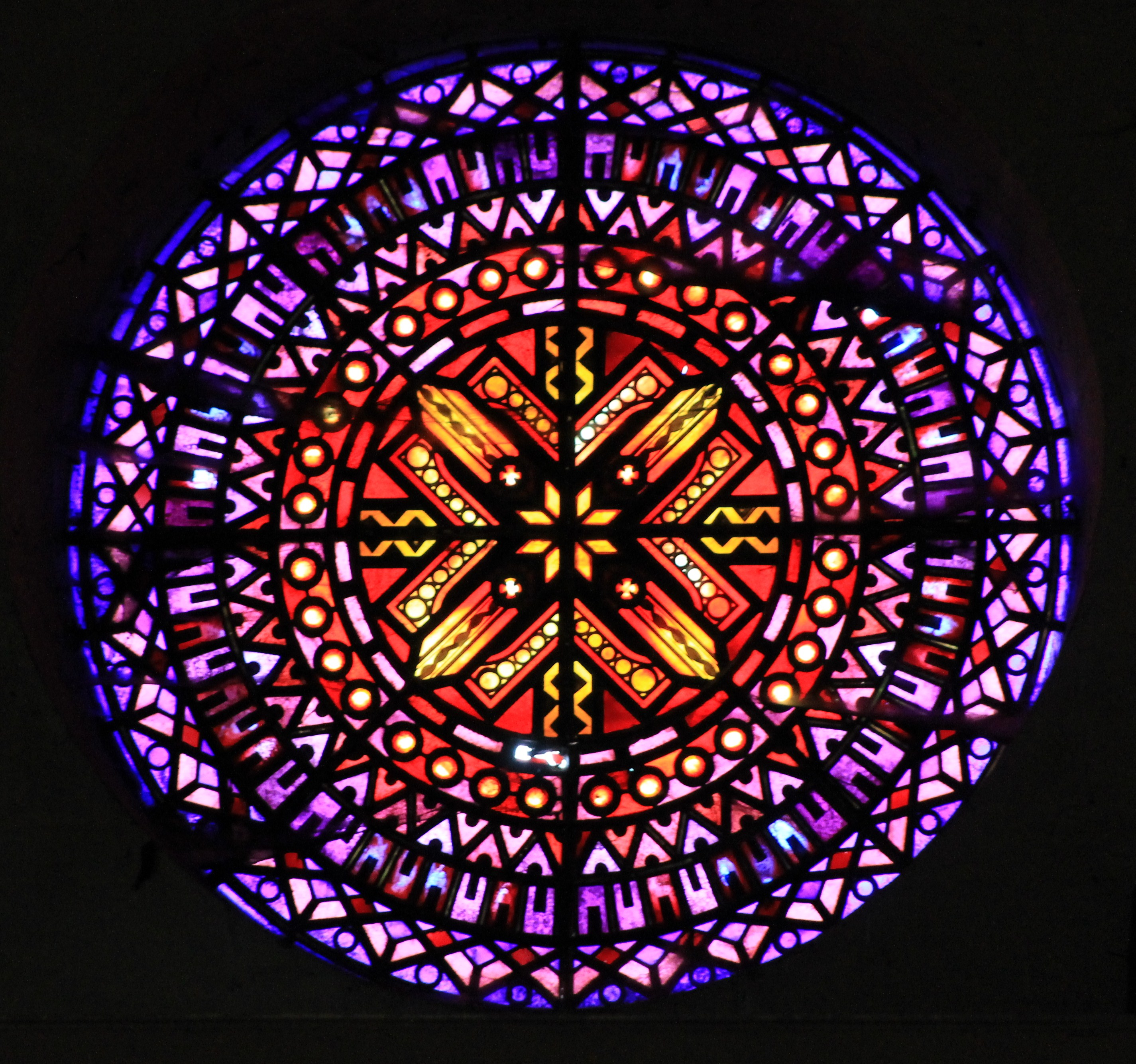
Rosace de la façade.

## Sources bibliographiques
- Philippe Lenglart, Caen, architecture et histoire, éditions Charles Corlet, Condé-sur-Noireau, 2008
- Docteur Lefebvre, Pages d'histoire locale. Les confréries de charité de saint-Michel de Vaucelles, petit écho Vaucellais, novembre 1937